# 태고사 대웅전
태고사 대웅전(太古寺 大雄殿)은 대한민국 충청남도 금산군 진산면 태고사에 있는 대웅전이다. 1984년 5월 17일 충청남도의 문화재자료 제27호로 지정되었다.

## 개요
태고사는 신라 신문왕 때 원효대사가 창건하였다고 한다. 절터를 본 원효대사(元曉大師)가 너무 기뻐 3일 동안 춤을 추었다고 할만큼 주변 경관이 빼어나다. 고려시대에 태고화상(太古和尙)이 중창하였으며, 조선시대에 진묵대사(震黙大師)가 재건하였다고 한다. 또한 조선시대의 학자 우암(尤庵) 송시열(宋時烈)이 수학하였던 곳으로 유명하다. 경내의 건물은 1950년 한국전쟁 때 소실된 것을 1976년 무량수전, 관음전 등과 함께 대웅전을 복원하였다.

## 참고 자료
- 태고사 대웅전 - 국가유산청 국가유산포털